# 리우허 야시장

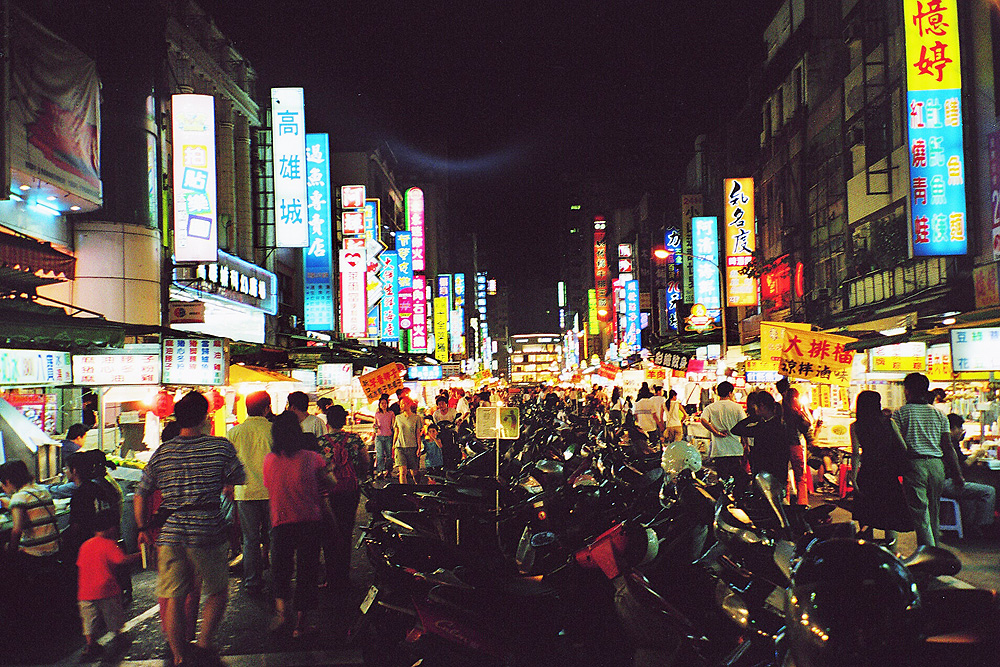
리우허 야시장

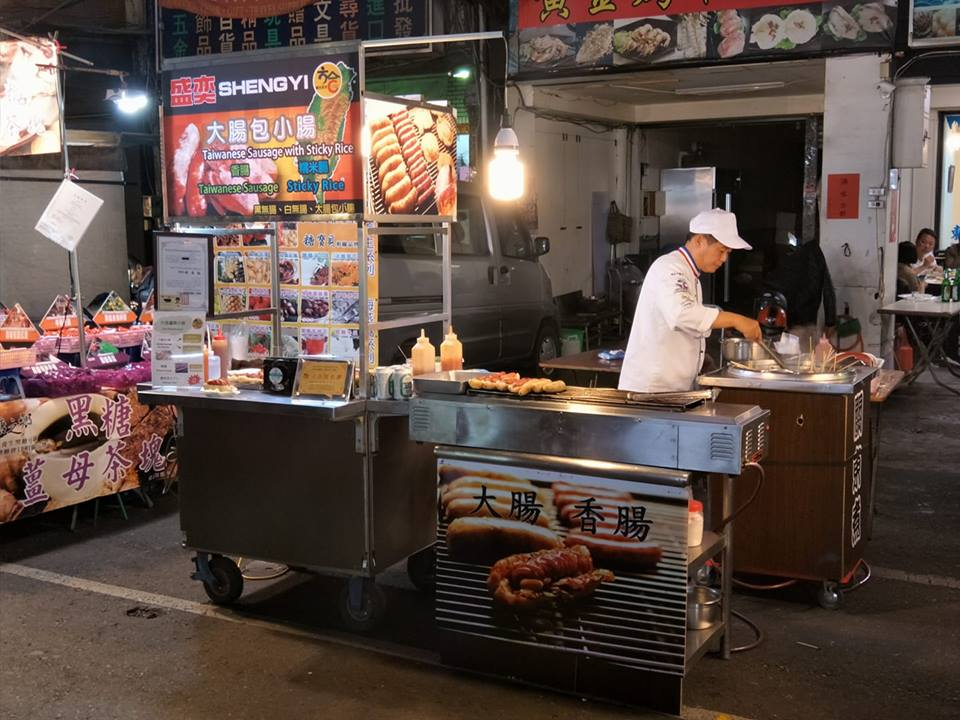
Sheng Yi 대만 핫도그

리우허 야시장(六合夜市)는 타이완 가오슝시에서 열리는 야시장이다.